# Gare de Miyauchi (Niigata)
La gare de Miyauchi (宮内駅, Miyauchi-eki) est une gare ferroviaire de la ville de Nagaoka, dans la préfecture de Niigata au Japon. La gare est gérée par la compagnie East Japan Railway Company (JR East).

## Situation ferroviaire
La gare de Miyauchi est située au point kilométrique (PK) 70,0 de la ligne principale Shin'etsu (depuis Naoetsu). Elle marque la fin de la ligne Jōetsu.

## Histoire
La gare est inaugurée le 27 décembre 1898.

## Service des voyageurs

### Accueil
La gare dispose d'un bâtiment voyageurs, avec guichets, ouvert tous les jours.

### Desserte
- Ligne principale Shin'etsu : 
  - voie 1  : direction Kashiwazaki et Naoetsu
  - voies 3 à 5 : direction Nagaoka et Niigata
- Ligne Jōetsu :
  - voies 1 et 2 : direction Echigo-Yuzawa et Minakami